# Aur Tajungkang Tengah Sawah
Aur Tajungkang Tengah Sawah is een bestuurslaag in het regentschap Bukittinggi van de provincie West-Sumatra, Indonesië. Aur Tajungkang Tengah Sawah telt 7247 inwoners (volkstelling 2010).